# Institut supérieur de musique et de pédagogie de Namur
Het Institut supérieur de musique et de pédagogie de Namur is een opleidingsinstituut voor muziek. Het behoort tot het hoger muziekonderwijs, maar verschilt qua doelstelling en specialisatie toch van de klassieke conservatoria. Het richt zich met name meer op de kerkmuziek.
Het werd opgericht in 1970, na het Tweede Vaticaans Concilie naar analogie met het Vlaamse Lemmensinstituut. Het bouwde voort op een traditie van kerkelijke koormuziek, sterk vertegenwoordigd in het franciscanenklooster van Namen. Het instituut werkte intensief mee aan de vertaling van Latijnse liturgische gezangen naar het Frans.
Door de gunstige ligging is er ook een intensieve samenwerking met de katholieke Universiteit van Namen.